# 艾奈堡
艾奈堡（法語：Ainay-le-Château，法語發音：[ɛnɛ lə ʃato]）是法国阿列省的一个市镇，位于该省西北部，属于蒙吕松区。

## 地理
艾奈堡（46°42'41"N, 2°41'33"E）面积24.07 平方千米，位于法国奥弗涅-罗讷-阿尔卑斯大区阿列省，该省份为法国中部省份，北起涅夫勒省、西北接谢尔省，西南至克勒兹省，南至多姆山省，东南临卢瓦尔省，东临索恩-卢瓦尔省。
与艾奈堡接壤的市镇（或旧市镇、城区）包括：伊勒和巴尔代、圣博内特龙赛、贝赛勒弗罗芒塔勒、谢尔省沙朗通、韦尔奈。

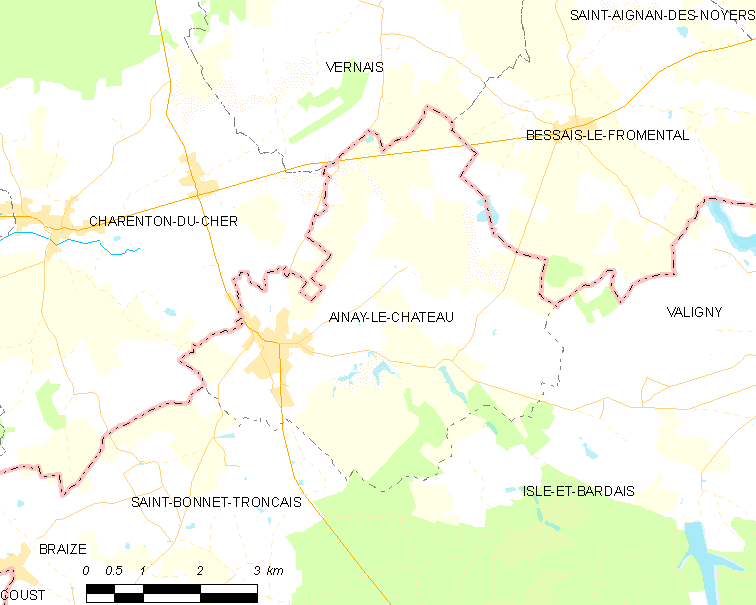
艾奈堡的OSM定位图

艾奈堡的时区为UTC+01:00、UTC+02:00（夏令时）。

## 行政
艾奈堡的邮政编码为03360，INSEE市镇编码为03003。

## 政治
艾奈堡所属的省级选区为波旁拉尔尚博县。

## 人口

1962-2008年间艾奈堡人口变化图示

艾奈堡于2022年1月1日时的人口数量为987人。